# Daiquirínattskärra
Daiquirínattskärra (Siphonorhis daiquiri) är en förhistorisk utdöd fågel i familjen nattskärror som tidigare förekom på Kuba. 

## Historik
Daiquirínattskärra beskrevs 1985 av Storrs Olson utifrån subfossilt material han upptäckte 1980 i en grotta nära den historiska byn Daiquirí cirka 20 km öster om Santiago de Cuba. Lämningarna har med hjälp av kol-14-metoden konstaterats vara cirka 8000 år gamla.

## Beskrivning
Dairquirínattskärran var större än dvärgnattskärra (S. brewsteri) men mindre än jamaicanattskärra (S. americana). Olson bedömde att avlagringarna i grottan, som även inkluderade andra arter, var bytesdjur för någon tornuggleart under Holocen. Men eftersom nattskärror i allmänhet och kanske släktet Siphonorhis i synnerhet är så svårupptäckta öppnade han för möjligheten att arten faktiskt fortfarande kan vara vid liv, även om det inte har förekommit några rapporter av levande fåglar.